# Brigade de choc (The Shield)
La Brigade de choc (Strike Team dans la version originale) est une unité de police antigang fictive de la police de Los Angeles dans la série télévisée The Shield. Elle est dirigée par l'inspecteur  (Detective en VO) Vic Mackey qui a la fonction de chef de cette brigade.
Les policiers de cette unité spéciales travaillent en civil, dans la rue, au contact de la population et des gangs.
L'histoire de cette unité est très inspirée de l'unité antigang CRASH de la division Rampart, mise en cause lors du scandale du Rampart, une division de la police de Los Angeles. Elle était composée de policiers véreux qui faisaient du trafic, du racket, commettaient régulièrement des violences envers des membres de gangs, et effectuaient même des assassinats en falsifiant des scènes de crime.

## Membres fondateurs
- inspecteur Victor « Vic » Samuel Mackey
- inspecteur Shane Vendrell alias Cletus Van Damme ou « Trap » pour des missions d'infiltration, surnommé le « Cowboy du Sud »
- inspecteur Curtis « Lem » Lemansky alias « Lemon Head »
- inspecteur Ronald « Ronnie » Everett Gardocki

## Autres membres
- inspecteur Terry Crowley (saison 1) : policier du IAD (en) (affaires internes), infiltré par le capitaine Aceveda. Il est abattu par Vic à l'issue du premier épisode de la série, ce qui en constituera l'élément perturbateur.
- inspecteur Tavon Garris (saisons 2, 3 et 7) : intégré à la Brigade de Choc à partir de la saison 2 pour remplir les quotas sur les minorités ethniques (il est noir). Plutôt bien accepté par les autres membres de la Brigade, il entretient des rapports conflictuels avec Shane qui le voit comme un concurrent. Il a eu un accident de voiture qui le plongea dans le coma à la suite d'une bagarre avec Shane dans laquelle Mara (la femme de Shane) lui donne un coup de fer à repasser sur la tête (saison 3). Il fera sa réapparition dans la saison 7.
- inspecteur Armando « Army » Renta (saison 4) : fait son entrée dans la Brigade en même temps que le retour de Shane dans cette dernière (saison 4). Il était le coéquipier de Shane lors de son passage éclair dans la Brigade des Mœurs. Il quitte la Brigade et la série en fin de saison.
- inspecteur Kevin Hiatt (saisons 6) : il devait reprendre la tête de la Brigade de choc à Vic Mackey dans la saison 6.
- inspecteur Julien Lowe : jeune policier dans la saison 1, on le voit s'affirmer au fur et à mesure des saisons, affronter ses problèmes et monter en grade jusqu'à l'arrivée à la brigade de choc.